# نطاق المستوى الأعلى العام

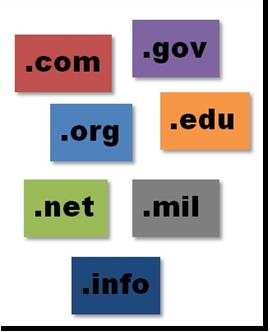
أيقونات لبعض نطاقات المستوى الأعلى العامّة

نطاقات المستوى الأعلى العامّة (gTLD) (الجمع: gTLDs) هي إحدى فئات نطاقات المستوى الأعلى (TLDs) التي تحتفظ بها الهَيئة الرقميّة المُخصصة للإنترنت (IANA) لاستخدامها في نظام أسماء المجالات على الإنترنت. نطاق المستوى الأعلى هو المستوى الأخير من كل اسم نطاق مؤهل بالكامل. يطلق عليها «نطاقات عامة» لأسباب تاريخيّة.
تجاوز عدد نطاقات نطاقات المستوى الأعلى العامّة (gTLD) اعتبارًا من مارس 2018 ما عددهُ 1200 نطاق كُليًّا.
رُغم تنوع النطاقات ولكن كانت كانت النطاقات العامة com. وnet. وorg.، تُعتبر بأنها «هي الأكثر أهميَّة ورواجًا من غيرها» ولكن أيضًا نظيراتها الخاصة بالبلد مثل .de أو .cn، مطلوبة أكثر من غيرها منذ سنوات، لذا فإن العديد من سلاسل الأحرف التي توجد في المستوى الثاني قد تكون موجودة بكُثرة في هذه النطاقات.

## التاريخ
تََمَّ فتح نظام تطبيق نطاقات المستوى الأعلى العامّة (gTLD) الجديد اعتبارًا من 12 يناير 2012. كان من المقرر التنفيذ مبدئيًا في 12 أبريل 2012.
صَرَّح أكرم عطاالله (رئيس التشغيل في آيكان)، بوجود خلل في نظام تطبيق نطاقات المستوى الأعلى (TLD) فَتَمَّ تَرك معلومات المتقدمين مرئية للآخرين. تم إغلاق النظام لحماية معلومات المتقدمين، وتم اتخاذ تدابير لحل المَشاكل.
أعادت آيكان فتح نظام طلبات نطاقات المستوى الأعلى TLD في 21 مايو 2012، مما يسمح لمقدمي الطلبات بتقديم ومراجعة طلباتهم حتى 30 مايو 2012.
في يوم الكشف الأساسي وهو 13 يونيو 2012، تم الإعلان عن أَنَّ آيكان قد تلقت حوالي 1930 طلبًا لهذه النطاقات الجديدة، 751 منها تم الاعتراض عليها.